# Coelho Neto (microregio)
Coelho Neto is een van de 21 microregio's van de Braziliaanse deelstaat Maranhão. Zij ligt in de mesoregio Leste Maranhense en grenst aan de deelstaat Piauí in het oosten en de microregio's Caxias in het zuiden, Codó in het westen en Chapadinha in het noorden. De microregio heeft een oppervlakte van ca. 3607 km². Midden 2004 werd het inwoneraantal geschat op 77.096.
Vier gemeenten behoren tot deze microregio:
- Afonso Cunha
- Aldeias Altas
- Coelho Neto
- Duque Bacelar

Mesoregio's: Centro Maranhense · Leste Maranhense · Norte Maranhense · Oeste Maranhense · Sul Maranhense

Microregio's: Aglomeração Urbana de São Luís · Alto Mearim e Grajaú · Baixada Maranhense · Baixo Parnaíba Maranhense · Caxias · Chapadas das Mangabeiras · Chapadas do Alto Itapecuru · Chapadinha · Codó · Coelho Neto · Gerais de Balsas · Gurupi · Imperatriz · Itapecuru Mirim · Lençóis Maranhenses · Litoral Ocidental Maranhense · Médio Mearim · Pindaré · Porto Franco · Presidente Dutra · Rosário